# Pakistan Civil Aviation Authority
Il Pakistan Civil Aviation Authority ( PCAA ) è un ente autonomo del settore pubblico sotto il controllo amministrativo del Segretario del governo del Pakistan per l'aviazione, che sovrintende e regolamenta tutti gli aspetti dell'aviazione civile in Pakistan. La sede principale della PCAA si trova nel Terminal 1 dell'aeroporto internazionale Jinnah a Karachi. Il PCAA è uno stato membro dell'Organizzazione dell'aviazione civile internazionale.  Quasi tutti i 44 aeroporti civili in Pakistan sono di proprietà e gestiti dalla PCAA. Asim Suleiman è stato nominato direttore generale della PCAA il 27 novembre 2015.

## Struttura organizzativa
L'ente è stato suddiviso nelle seguenti divisioni:
- Divisione Regolatoria
- Divisione Aeroporti e Operazioni
- Divisione di supporto[6][7][8]

## Commissione per le indagini sugli incidenti aerei
L'Aircraft Accident Investigation Board (AAIB) è responsabile delle indagini sugli incidenti di aerei civili. La commissione investigativa ha sede a Rawalpindi vicino all'aeroporto internazionale Benazir Bhutto (BBIAP). Ha un ufficio regionale situato a Karachi vicino all'aeroporto internazionale di Jinnah (JIAP).

## Funzioni

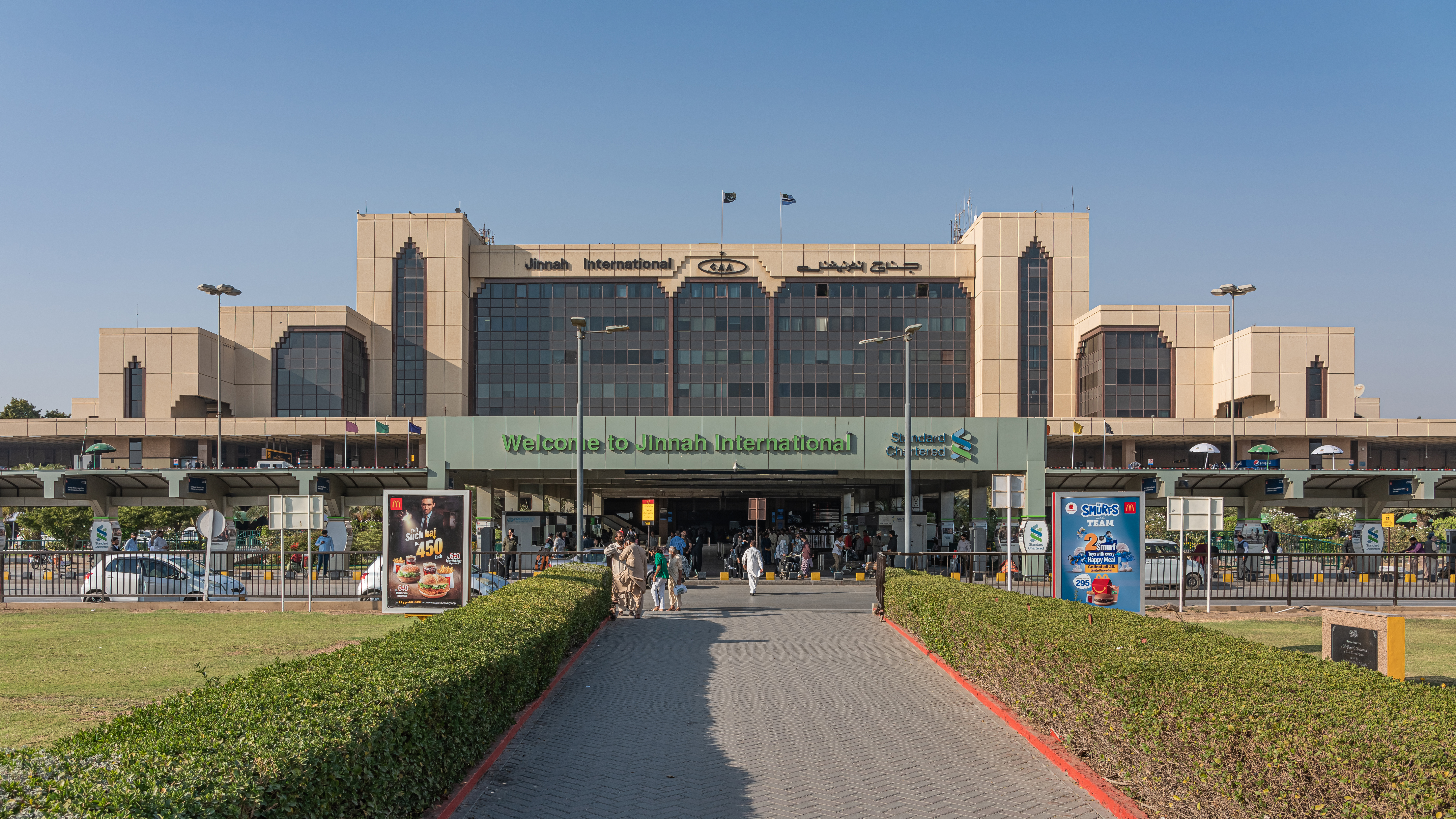
Il terminal dell'aeroporto internazionale di Jinnah ha la sede principale della CAA del Pakistan

Il PCAA non solo svolge il ruolo di regolatore dell'aviazione, ma svolge allo stesso tempo le funzioni di fornitore di servizi di navigazione aerea e servizi aeroportuali. Le funzioni principali della PCAA sono, quindi, "Normativa", "Servizi di navigazione aerea" e "Servizi aeroportuali". Queste funzioni principali sono pienamente supportate da varie funzioni aziendali dell'organizzazione.

## Traffico aereo

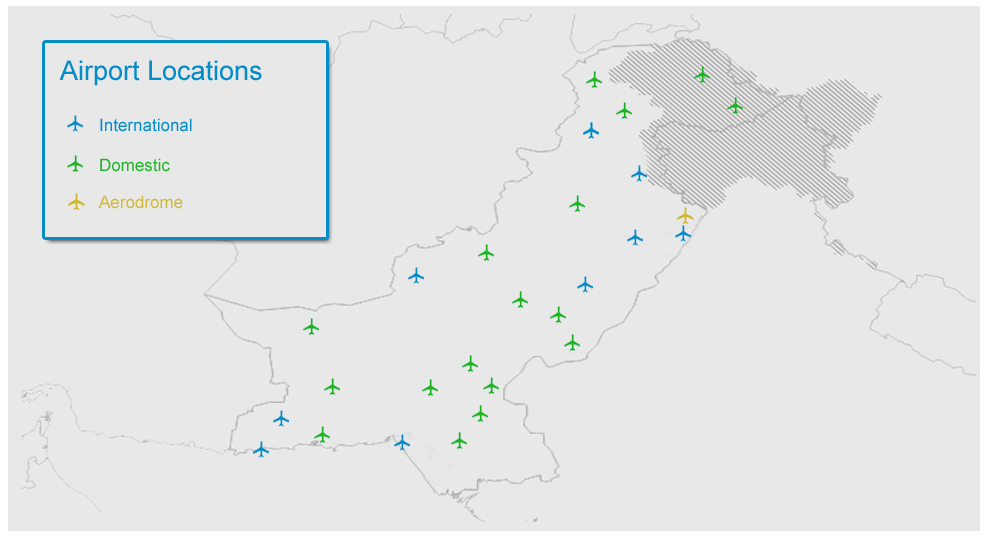
Mappa degli aeroporti in Pakistan

Lo spazio aereo del Pakistan è diviso in due regioni di informazioni di volo.
- Regione di informazioni di volo di Karachi
- Regione di informazioni di volo di Lahore

## Indagini sugli incidenti aerei
L'Aircraft Accident Investigation Board ha tenuto delle indagini sugli incidenti aerei sotto la direzione del governo federale del Pakistan.
- Volo PIA 688 il 10 luglio 2006
- Volo Airblue 202 il 28 luglio 2010
- Volo JS Air 201 il 5 novembre 2010
- Bhoja Air Flight 213 il 20 aprile 2012
- Volo PIA 661 del 7 dicembre 2016 (istruttoria in corso)
- Volo PIA 8303 del 22 maggio 2020 (istruttoria in corso)

## Riconoscimento
Secondo il Service Performance Survey (SPS), un recente sondaggio condotto da Singapore Airlines, l'aeroporto internazionale Allama Iqbal di Lahore è classificato come il principale aeroporto mondiale in termini di prestazioni del servizio su 18 aeroporti di tutto il mondo, tra cui l'aeroporto di Dubai, l'aeroporto di Cape Town, l'aeroporto di Mumbai e l'aeroporto di Campbeltown per i suoi buoni servizi terminalistici e la gestione efficace.
L'aeroporto internazionale di Islamabad è il primo e unico aeroporto del Pakistan in grado di ospitare il più grande aereo di linea passeggeri del mondo, l'Airbus A380.

## Formazione
L'Istituto di formazione per l'aviazione civile offre formazione nelle discipline di:
- Servizi del traffico aereo
- Ingegneria Elettronica
- Operazioni di comunicazione
- Gestione e amministrazione dell'aviazione
- Servizi di soccorso e antincendio
- Ingegneria elettromeccanica

## Scandalo delle licenze di volo false
Ghulam Sarwar Khan si è rivolto all'Assemblea nazionale del Pakistan affermando che 262 piloti nel paese "non hanno sostenuto l'esame da soli" e hanno pagato qualcun altro per sostenerlo per loro conto, secondo la CNN, e ha aggiunto che "non hanno esperienza di volo". Ciò rappresenta il 30% dei piloti civili pakistani non in grado di pilotare aerei commerciali. L'indagine era il rapporto preliminare su un incidente aereo che ha ucciso 97 persone nella città meridionale di Karachi il 22 maggio.
Il 30 giugno 2020, l'Agenzia europea per la sicurezza aerea (EASA) ha revocato l'autorizzazione di "operatore di un paese terzo" della Pakistan International Airlines per sei mesi dal 1º luglio 2020.